# The Future of Money: Beyond Greed and Scarcity
The Future of Money (Het geld van de Toekomst) is een boek van Bernard Lietaer uit 2001 over de werking van geld en het financiële systeem, de effecten van hedendaagse geldparadigma's en de voordelen van gemeenschapsmunten.

## Inhoud

### Deel 1: 'What is Money'
Overzicht van ons financieel systeem en de werking van geld. Eindigt met vijf scenario's die speculeren wat er zou kunnen gebeuren als het huidig monetair systeem zou instorten.

### Deel 2: 'Choosing Your Future of Money'
Overzicht van diverse bestaande munten. Complementaire munten worden opgedeeld in 'work enabling currencies', zoals Worgl Stamp Scrip, Wära, en Ithaca Hour, gemeenschapsbevorderende munten zoals LETS. Lietaer geeft ook voorbeelden van 'corporate munten' zoals Frequent Flyer Miles.